# Nanticoke Acres
Nanticoke Acres es un lugar designado por el censo ubicado en el condado de Wicomico en el estado estadounidense de Maryland. En el Censo de 2010 tenía una población de 103 habitantes y una densidad poblacional de 150,07 personas por km².

## Geografía
Nanticoke Acres se encuentra ubicado en las coordenadas 38°15′28″N 75°54′21″O / 38.25778, -75.90583. Según la Oficina del Censo de los Estados Unidos, Nanticoke Acres tiene una superficie total de 0.69 km², de la cual 0.69 km² corresponden a tierra firme y (0%) 0 km² es agua.

## Demografía
Según el censo de 2010, había 103 personas residiendo en Nanticoke Acres. La densidad de población era de 150,07 hab./km². De los 103 habitantes, Nanticoke Acres estaba compuesto por el 85.44% blancos, el 10.68% eran afroamericanos, el 0% eran amerindios, el 0% eran asiáticos, el 0% eran isleños del Pacífico, el 0.97% eran de otras razas y el 2.91% pertenecían a dos o más razas. Del total de la población el 0.97% eran hispanos o latinos de cualquier raza.